# 坂東三津五郎がいく 日本の城ミステリー紀行
『坂東三津五郎がいく 日本の城ミステリー紀行』（ばんどうみつごろうがいく にほんのしろミステリーきこう）は、BS朝日で毎週金曜日22:00-22:54に放映されていた歴史紀行番組である。BS朝日の開局10周年記念企画として制作された。

## 概要
日本各地にある城に焦点を当てた番組。城好きとして知られる歌舞伎俳優の坂東三津五郎 (10代目)を案内人として、城に施された防御の工夫や、その場所に築城された歴史的経緯、城に関わる人物などの知られざるエピソードを解き明かしていく。
基本的に隔週で新作を放映し、それ以外の週は以前の再放送であった。2011年4月9日からは第1回目からの再放送を行っている。本放送中は携帯電話で撮影した城の写真を募集しており、翌月末の放送と公式サイトで優秀作品を発表していた。
番組で紹介した城の紹介や地図などを収録したスマートフォン用の無料アプリ「日本の城ミステリー紀行」がアンドロイドマーケットでダウンロード出来る（「日本の城」で検索）。
DVDが発売されている（全7巻セット、ユーキャンの通販限定）。

## 放送日時
- 本放送：隔週金曜 22:00 - 22:54（2010年10月8日 - 2011年3月25日）
- 再放送：毎週土曜 16:30 - 17:30（2011年4月9日 -）

## 放送リスト
|        | 初回放映日     | サブタイトル                                 | その他                                               |
| ------ | -------------- | -------------------------------------------- | ---------------------------------------------------- |
| 第1回  | 2010年10月8日  | 難攻不落・熊本城 西郷が敗れた清正の巨城      |                                                      |
| 第2回  | 2010年10月15日 | 土佐の誇り・高知城 龍馬たち維新志士の故郷    |                                                      |
| 第3回  | 2010年10月22日 | 世界遺産・姫路城 “美と戦略”融合の秘密        |                                                      |
| 第4回  | 2010年11月5日  | 今治城・宇和島城… “築城名手”藤堂高虎の城革命 | 伊賀上野城・津城                                     |
| 第5回  | 2010年11月26日 | 国宝・彦根城 天下人たちの野望                |                                                      |
| 第6回  | 2010年12月3日  | 2時間SP 現存天守12城と“幻の城”安土城         | ゲスト‐黒鉄ヒロシ・桐島ローランド・ビビる大木        |
| 第7回  | 2010年12月10日 | 国宝・松本城 “2つの顔”名城の謎               |                                                      |
| 第8回  | 2010年12月24日 | 国宝・犬山城 名城は戦国合戦の舞台            |                                                      |
| 第9回  | 2011年1月14日  | 迷宮の砦・松山城 勇壮な巨城の光と影          |                                                      |
| 第10回 | 2011年1月28日  | 信長の城革命 天下布武への道                  | 清洲城・小牧城・岐阜城・安土城 安土城は第6回の再編集 |
| 第11回 | 2011年2月11日  | 豊臣・徳川 2つの大坂城 戦乱の女たちの宿命    | ゲスト‐杏                                            |
| 第12回 | 2011年3月4日   | 将軍の城・江戸城 甦る史上最大の天守          |                                                      |
| 第13回 | 2011年3月25日  | 悲運の城・会津若松城 白虎隊が守りし侍魂      |                                                      |

### スペシャル
| 初回放映日時                   | サブタイトル             | その他                         |
| ------------------------------ | ------------------------ | ------------------------------ |
| 2015年2月15日(日) 21:00～22:54 | 徳川家康“天下統一”の野望 | 彦根城、姫路城、大洲城、江戸城 |

## テーマ曲
- オープニング曲：「哀城」猪早巧
- エンディング曲：「Always」yu-yu

## スタッフ
- タイトル題字：紫舟
- ナレーション：高川裕也
- 制作：BS朝日・ViViA